# Mario Gigante (ufficiale)
Mario Gigante (Napoli, 1898 – Santi Quaranta, 5 ottobre 1943) è stato un ufficiale italiano, decorato con la medaglia d'oro al valor militare alla memoria.

## Biografia
Nacque a Napoli nel 1898, figlio di Giulio e di Rosa Guillaume. Arruolatosi nel Regio Esercito, terminò i corsi della Scuola Militare di Caserta a diciassette anni e partecipò alla prima guerra mondiale nell'87º Reggimento fanteria combattendo sul Sabotino, per passare poi alla 2135ª Compagnia mitraglieri Fiat. Dopo al fine della guerra rimase in servizio attivo fino al febbraio 1921 quando fu posto in congedo con il grado di tenente di complemento. Riprese servizio come tenente in servizio permanente effettivo qualche mese dopo presso il 53º Reggimento fanteria, passando poi in forza al IV Battaglione cacciatori Derna del Regio corpo truppe coloniali della Cirenaica. Rientrò in Italia nel febbraio 1925, assegnato al 231º Reggimento fanteria, venendo trasferito al Tribunale militare di Verona, in qualità di segretario, nel corso del 1927. Ritornò in Libia nell’ottobre 1934 in seno al 3º Reggimento fanteria coloniale, venendo promosso capitano poco tempo dopo.
Nel dicembre 1935 partì per l’Africa Orientale Italiana per partecipare alla Guerra d'Etiopia in forza al Battaglione Universitario "Curtatone e Montanara" della 6ª Divisione CC.NN. "Tevere", rimanendovi fino al giugno 1936.
Con l’entrata in guerra dell’Italia, avvenuta il 10 giugno 1940, fu nominato Aiutante maggiore in un reggimento di formazione operante presso il IX Settore G.A.F. partecipò alla Battaglia delle Alpi Occidentali dove fu decorato con la Croce di guerra al valor militare.
Promosso maggiore nel giugno 1941, assunse poi il comando del 3º Battaglione del 129º Reggimento fanteria della 151ª Divisione fanteria "Perugia", operò in Croazia, poi in Montenegro (luglio 1942) e quindi in Albania.
Dopo l'armistizio Badoglio dell'8 settembre 1943, trovandosi con il suo reparto in Albania, decise di affrontare i tedeschi per tentare di riportare i suoi uomini in Italia. Il suo battaglione e quello comandato dal tenente colonnello Domenico Pennestrì, pur avendo raggiunto il porto di Santi Quaranta, non riuscirono a trovare un imbarco, per cui furono costretti a ritornare verso l'interno. Dopo avere subito rastrellamenti ed essere stati accerchiati dai tedeschi, i due battaglioni furono costretti ad arrendersi. Per salvare i suoi uomini, Mario Gigante si assunse da solo la responsabilità della condotta del suo reparto e dichiarò di essere l'unico colpevole da fucilare. La condanna a morte fu eseguita a Santi Quaranta il 5 ottobre 1943. Decorato con la Medaglia d'oro al valor militare alla memoria, fu promosso postumo al grado di tenente colonnello. La città di Napoli gli ha intitolato una via.